# خالد الغوينم
خالد عبد العزيز الغوينم (مواليد 19 أبريل 1999) هو لاعب كرة قدم سعودي يلعب حاليًا في نادي هجر.

## مسيرة اللاعب
بدأ مع نادي النصر و أعير إلى نادي الطائي ونادي الثقبة ونادي الشعلة و لعب بعدها مع نادي أحد ونادي هجر.

## وصلات خارجية
- خالد الغوينم على موقع Soccerway.com (الإنجليزية)
- خالد الغوينم على موقع كووورة